# Pangaur
Pangaur is een bestuurslaag in het regentschap Bogor van de provincie West-Java, Indonesië. Pangaur telt 5063 inwoners (volkstelling 2010).